# Cecil Abbott
Cecil Roy "Cec" Abbott (7 de agosto de 1924 - 12 de marzo de 2014) fue comisionado de la Policía de Nueva Gales del Sur en Australia del 30 de diciembre de 1981 al 7 de agosto de 1984. 

## Vida privada
Cecil Roy Abbot nació en Hurstville el 7 de agosto de 1924 y creció en Hurstville.   Se casó con Margaret Edna Robinson el 15 de febrero de 1947. Tuvieron un hijo, Paul, que también se convirtió en oficial de policía.  Abbott murió en el Hospital St George en Kogarah el 12 de marzo de 2014  Su funeral se celebró en Penshurst, Nueva Gales del Sur. El comisionado de policía Andrew Scipione asistió y describió a Abbott como un "hombre de la máxima integridad". 

## Carrera policial
Abbott se convirtió en cadete de policía en 1941 y se graduó en la Policía de Nueva Gales del Sur en 1945. En 1974 era inspector en Hurstville.   Ascendió aún más en las filas hasta convertirse en Comisionado de Policía de la Policía de Nueva Gales del Sur y el oficial de policía más poderoso del estado de Nueva Gales del Sur. 

## Honores
- El 31 de diciembre de 1976, recibió la Medalla de la Policía de la Reina (QPM) "En reconocimiento a los servicios prestados a la Policía de Nueva Gales del Sur". [5]
- El 11 de junio de 1982 se le concedió la Medalla Nacional. [6]
- El 26 de enero de 1985 fue nombrado Oficial de la Orden de Australia (AO) para el "servicio público, en particular en la policía de Nueva Gales del Sur". [2]